# Aplidium multisulcatum
Aplidium multisulcatum is een zakpijpensoort uit de familie van de Polyclinidae. De wetenschappelijke naam van de soort is voor het eerst geldig gepubliceerd in 1977 door Millar.